# Ematurga faxonii
Ematurga faxonii är en fjärilsart som beskrevs av Minot 1869. Ematurga faxonii ingår i släktet Ematurga och familjen mätare. Inga underarter finns listade i Catalogue of Life.